# Newton C. Blanchard
Newton Crain Blanchard, född 29 januari 1849 i Rapides Parish i Louisiana, död 22 juni 1922 i Shreveport i Louisiana, var en amerikansk demokratisk politiker och jurist. Han representerade delstaten Louisiana i båda kamrarna av USA:s kongress, först i representanthuset 1881–1894 och sedan i senaten 1894–1897. Han var guvernör i Louisiana 1904–1908.
Blanchard avlade 1870 juristexamen vid University of Louisiana (numera Tulane University). Han inledde 1871 sin karriär som advokat i Shreveport.
Blanchard efterträdde 1881 Joseph Barton Elam som kongressledamot. Senator Edward Douglass White avgick 1894 efter att ha blivit utnämnd till USA:s högsta domstol. Blanchard tillträdde som senator och satt kvar till slutet av Whites mandatperiod men kandiderade inte till en hel mandatperiod i senaten. Han efterträddes 1897 av Samuel D. McEnery.
Blanchard tjänstgjorde som domare i Louisianas högsta domstol 1897–1903. Han efterträdde 1904 William Wright Heard som guvernör och efterträddes fyra år senare av Jared Y. Sanders.
Blanchard är begravd på Greenwood Cemetery i Shreveport.